# Maria Kurenko
Maria Michailowna Kurenko-Gonzowa, russisch Мария Михайловна Куренко-Гонцова (* 2. Januarjul. / 14. Januar 1890greg. in Tomsk; † 17. Mai 1980 in New York) war eine russische Opernsängerin (Sopran).

## Leben
Kurenko studierte am Moskauer Konservatorium Gesang bei Umberto Masetti. 1914 debütierte sie an der Oper von Charkow als Antonida in Glinkas Oper Ein Leben für den Zaren. Später trat sie an der Moskauer Simin-Oper auf. Von 1918 bis 1922 war sie Solistin am Bolschoi-Theater, danach ein Jahr an der Ukrainischen Staatsoper in Kiew. Gastauftritte hatte sie in Nishni Nowgorod, Saratow und an der Lettischen Nationaloper.
Seit 1926 lebte Kurenko in Frankreich. Sie trat in Lettland, Polen, der Tschechoslowakei, Finnland und Deutschland auf und war Gast an Opernhäusern in Los Angeles, Chicago, San Francisco, Boston, Washington, Philadelphia und an der Metropolitan Opera in New York.  Ende der 1920er Jahre nahm sie eine Anzahl von Schallplatten bei Columbia Records in New York auf.